# Günther Hafemann
Günther Hafemann (* 13. April 1902 in Berlin; † 27. Januar 1960 in Bremen) war ein deutscher Architekt.

## Biografie

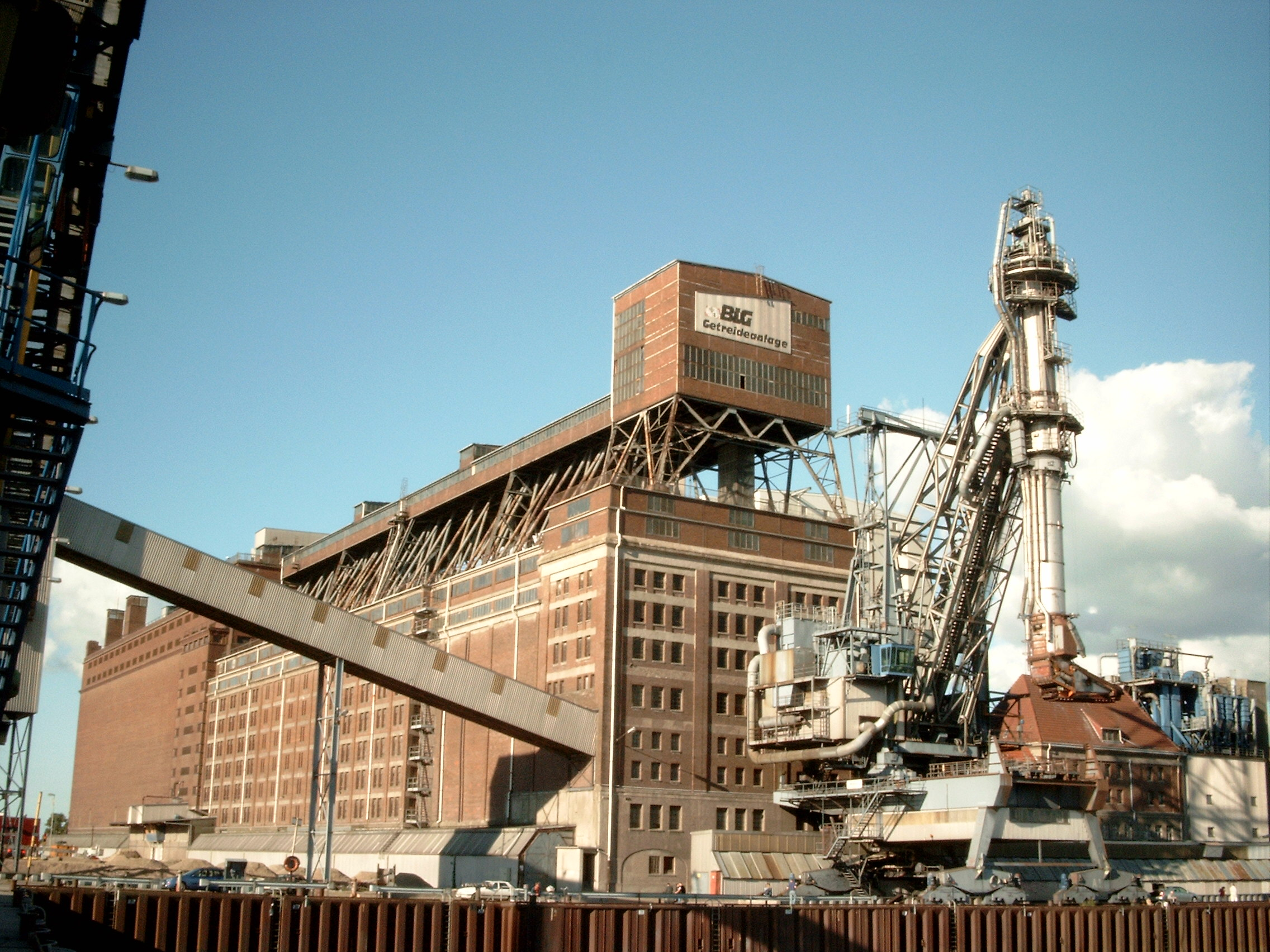
Die Getreideanlage in Bremen

Hafemann war der Sohn eines Werkzeugfabrikanten. Er studierte Architektur an der Technischen Hochschule Berlin bei Hans Poelzig. Er war dort Mitglied der von seinem Kommilitonen Hermann Zweigenthal initiierten Gruppe Junger Architekten (G.J.A.). 1932 gründete er in Berlin mit seinem Studienfreund Max Säume ein eigenes Büro. Nach dem Zweiten Weltkrieg begründeten beide 1948 eine Architektengemeinschaft in Bremen. Nach einigen Industriebauten, den Speicher I (1948/50) und der Wiederherstellung der kriegsbeschädigten Getreideanlage im Hafen von Bremen, konnte das Büro durch Wettbewerbserfolge ein breiteres Aufgabenfeld erreichen. Bei einem städtebaulichen Wettbewerb zur Neugestaltung der westlichen Vorstadt erhielten sie den 1. Preis und konnten bei der Realisierung mitwirken. Sie planten und realisierten Wohnanlagen im Neuenland (Neustadt) (1955–56) und in der Neuen Vahr (1957–61) und die denkmalgeschützten Appartementhäuser als Wohnanlage Kohlmannstraße (1954/56) in Bremen-Horn.

## Werk
Zusammen mit Max Säume
- 1926–1931: Mitarbeit im Büro von Hermann Jansen
- 1926: Bebauungsplan der Stadterweiterung für Wittlich, Rheinland-Pfalz (Säume)
- 1926: Teilbebauungsplan der Stadterweiterung Goslar, Am Köppelsbleek (Hafemann)
- 1927: Bebauungsplan der Stadterweiterung Brotterode, Thüringen (Säume)
- 1928: Flächennutzungs- und Verkehrsplan für Ankara (Säume)
- 1929: Teilbebauungsplan Buckow, Brandenburg (Säume)
- 1930: Bebauungsplan für den Schlossplatz/Hindenburgplatz, Münster (Säume)
- ab 1932: Bürogemeinschaft von Säume & Hafemann in Berlin
  - a) Bebauungsplan für Neuruppin (1934/35)
  - b) 200 Einzelplanungen für kleine Städte und Gemeinden in der Mark Brandenburg
  - c) Beteiligung an Wettbewerben u. a. in Stockholm und Zagreb
- 1939: Rathaus Trebbin
- 1947–1950: Wiederaufbau der Getreideverkehrsanlage, Holz- und Fabrikenhafen, Bremen
- 1948: Wettbewerbserfolg in Wilhelmshaven
- 1948–1949: Einfamilienhaus (Finanzsenator Nolting-Hauff), Marcusallee 26, Bremen
- 1949: Wettbewerbserfolg in Bremerhaven
- 1948–1950: Speicher I im Europahafen, der heutigen Bremer Überseestadt
- 1950: 1. Preis Wettbewerb um die Neugestaltung der westlichen Vorstadt
- 1951–1954: Wiederaufbau des Paula-Becker-Modersohn-Hauses und des Hauses Atlantis in der Böttcherstraße
- 1951–1954: Wiederaufbau des ehem. Rathscafés, Am Markt 1 (Umbau des Inneren als „Deutsches Haus“)
- 1953–1955: Wiederaufbau der Westlichen Vorstadt, in Walle
- 1954–1956: Wohnanlage Kohlmannstraße und Wohnhaus der beiden Architekten mit Atelier in Bremen-Horn
- 1954–1957: Gartenstadt-Süd (Gartenstadt Neuenlande) in der Bremer Neustadt
- 1954–1957: Siedlung Up Willmannsland in Bremen-Lesum
- 1955–1956: Gartenstadt Vahr (nördlicher Teil) in der Gartenstadt Vahr; Bebauungsplan gemeinsam mit Ernst May
  - a) Wohnhochhaus Heideplatz
  - b) Einkaufszentrum und Kino
  - c) Jugendheim, Kindertagesstätte und Mütterberatung
  - d) Grund-u. Hauptschule, In der Vahr 75 (II. Bauabschnitt 1958; III. Bauabschnitt 1962)
  - e) viergeschossige Wohnhäuser mit Mietwohnungen
- 1956–1962: Neue Vahr; Bebauungsplan gemeinsam mit Ernst May und Hans Bernhard Reichow
  - a) „Schlangenbau“, Kurt-Schumacher-Allee (Bremen) 73/97
  - b) zwei vierzehngeschossige Häuser am Ostrand der Vahr (Dietrich-Bonhoeffer-Straße 37; Geschwister-Scholl-Straße 8
  - c) 1959–1960: Grund- u. Hauptschule in der Neuen Vahr, Carl-Goerdeler-Str. 27 (Max Säume) (II. Bauabschnitt 1961; III. Bauabschnitt 1962)
  - d) vierzehngeschossiges Wohnhochhaus (9/11) mit Ladenzeile (13/21), Kurt-Schumacher-Allee
  - e) Zentrum der Neuen Vahr, Restaurant (Max Säume) (Abbruch)
- 1957: Kraftfahrzeug-Zulassungsstelle (Straßenverkehrsdirektion) Georg-Bitter-Straße 7 (Abbruch)
- 1957: 1. Preis Wettbewerb Stadthalle Bremen, Roland Rainer, Wien mit Max Säume und Günther Hafemann
- 1958: Wettbewerb Haus der Bürgerschaft, Max Säume ist einer von sieben Preisrichtern
- 1959–1960: Hafenhochhaus am Überseehafen

## Ehrungen
Die Günther-Hafemann-Straße in Bremen-Blockdiek wurde nach ihm benannt.